# Lichenopora tubicen
Lichenopora tubicen är en mossdjursart som beskrevs av John Borg 1944. Lichenopora tubicen ingår i släktet Lichenopora och familjen Lichenoporidae. Inga underarter finns listade i Catalogue of Life.